# Association sportive de Kaffrine
Actualités
Association sportive de Kaffrine est club de football sénégalais basé à Kaffrine.

## Histoire
Association sportive de Kaffrine est un club de football sénégalais basé à Kaffrine. Le club évolue en Ligue 2 sénégalaise. Le club a été créé en 2004.
En 2009 le club est promu pour la première fois en ligue 2 est joue au Championnat du Sénégal de football de deuxième division 2010
Le club est finaliste de la troisième division sénégalaise de football (National 1) en 2024 et est promu en ligue 2.
Le club est présidé par Abdoulaye Seydou Sow, vice-président de la fédération sénégalaise de football.

## Palmarès
- National 1
  - Finaliste en 2024